# Milzenhäuschen
Milzenhäuschen ist ein ehemaliges Chaussee- und Gasthaus auf dem Gebiet der Gemarkung Marmagen im Kreis Euskirchen in Nordrhein-Westfalen. Er liegt an der Kreuzung der B 258 mit der L 204 und entstand zur Mitte des 19. Jahrhunderts. 

## Geographie
Milzenhäuschen liegt auf einer Höhe von 590 m ü. NHN auf der halben Strecke zwischen Blankenheim-Wald und Krekel an der B 258 sowie Marmagen und Schmidtheim an der L 204, auf dem höchsten Abschnitts eines leichten Höhenzuges. Es ist seit Alters her von Wäldern umgeben.
Die ehemalige Grube Silberberg (Lage) lag rund 350 m südwestlich an der L 204, weitere 1150 m darauf befand sich das Forsthaus Silberberg (Lage). Etwa 430 m in südöstlicher Richtung, an der B 256 steht der sogenannte Runde Stein (Lage).

## Geschichte

Peter Milz (1836–1910), Bauunternehmer aus Marmagen mit Familie, seine Mutter starb auf Milzenhäuschen.

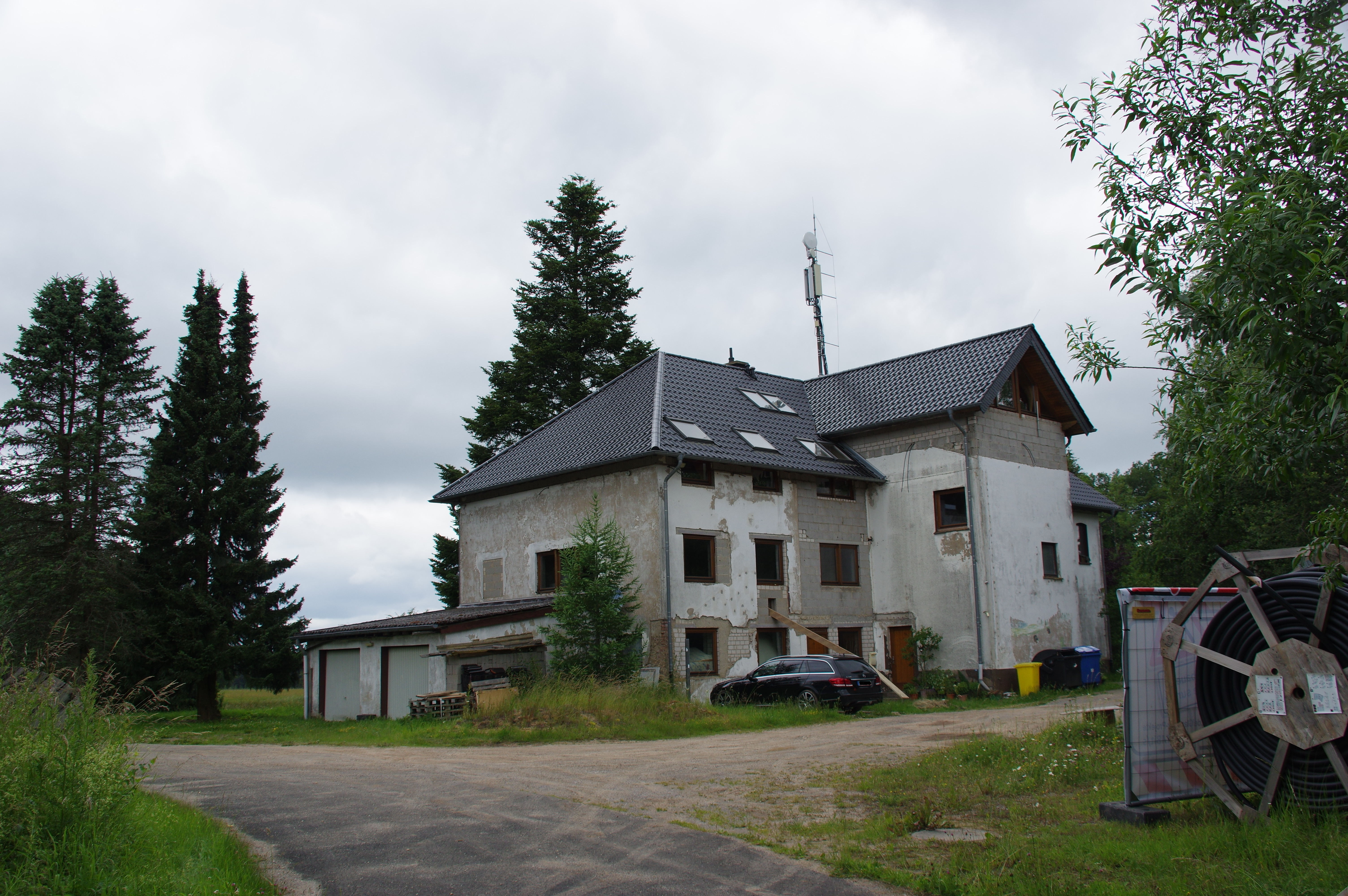
Marmagen, Milzenhäuschen Südseite (2018)

1849 wurde die heutige L 204 als Verbindung von Marmagen in den Hauptort der Bürgermeisterei Marmagen, Schmidtheim ausgebaut, hierbei wurde von der Trasse der wenige Hundert Meter südlich verlaufenden Römerstraße abgewichen. An der entstandenen Kreuzung mit der Provinzialstraße Aachen–Koblenz entwickelte sich ein Gasthaus, das zunächst nach dem nahegelegenen Runden Stein benannt wurde, später aber nach der Eigentümerfamilie Milz, die von Krekeler-Kirche zugezogen war: Milzenhäuschen.
Der frühere Blankenheimer Lehrer Karl Otermann schrieb 1957 von der großen Rolle die die Fuhrmannsgaststätte bis zum Ausgang des 19. Jahrhunderts spielte. Bedingt durch ihre günstige Lage an der Kreuzung der Verbindungen Köln–Trier und Aachen–Remagen nutzten sie die Fuhrleute zur Einkehr für eigene Zwecke und das ihres Fuhrgeschäftes, also der Versorgung der Pferde, Ochsen oder sonstigen Zugtiere. Die Fuhrleute mussten hiernach in Milzenhäuschen die allfällige Straßenbenutzungsgebühr entrichten. Otermann berichtet von Umbauten um 1908.
Am 4. April 1855 verfügte die Königlich Preußische Regierung in Aachen, das mit dem 15. April „… auf der Ahrstraße zu Blankenheimerdorf, für die eine Meile [7532,484 Meter] lange Straße von Milzenhäuschen bis Blankenheim die Chaussee-Geld-Erhebung beginnen [wird] …“, die durch die neue Kreuzungsanlage entstandene Ansiedlung hatte auch amtlicherseits ihre Funktion erhalten.
Schon früh nahm Milzenhäuschen als Einkehrmöglichkeit Eingang in die einschlägigen Natur- und Wanderführer. So findet sich bereits im Juni 1871 in der Beilage zum Deutschen Reichs-Anzeiger und Königlich Preußischen Staats-Anzeiger in einer Beschreibung der Landschaft entlang der Bahnstrecke durch das Kylltal der Hinweis auf „das den Fußwanderern wohlbekannte Milzenhäuschen“.
Das heute noch existente ehemalige Gasthaus steht an der B 258, südlich der L 204. Nach der Preußischen Neuaufnahme (Blatt 5505 Blankenheim, 1893) stand bereits vor Ende des 19. Jahrhunderts auf der Nordseite der L 204 ein weiteres langgezogenes Gebäude.
In den 1970er Jahren befand sich das Gasthaus im Besitz von Hedwig Scherbel, bevor es einen rapiden Abstieg nahm. Nach Jahren der Nutzung als Bordell bzw. Sexclub glaubte die Gemeinde Nettersheim, als zwischenzeitliche Eigentümerin, nach längeren Verhandlungen mit dem Verkauf der Immobilie am 28. Februar 1998 diese aus den Schlagzeilen herausholen zu können. Der neue Eigentümer, ein Internet-Dienstleister, plante seine Firma dort anzusiedeln. Parallel hierzu sollte eine Tierarztpraxis samt Großtierhalle von 50 mal 70 m entstehen. Der Bauantrag zu dieser wurde aber im Jahr 2000 seitens der Kreisverwaltung in Euskirchen verweigert, da im Außenbereich in dieser Form und Ausdehnung nicht genehmigungsfähig. Die neuen Eigentümer führten Klage gegen die Gemeinde, da sie sich getäuscht sahen. Vor Gericht obsiegte indes die Gemeinde. Der EDV-Dienstleister ist zwischenzeitlich andernorts sesshaft. Milzenhäuschen hingegen blieb auf dem Stand des unvollendeten Umbaus stehen (s. Bilder aus 2018).

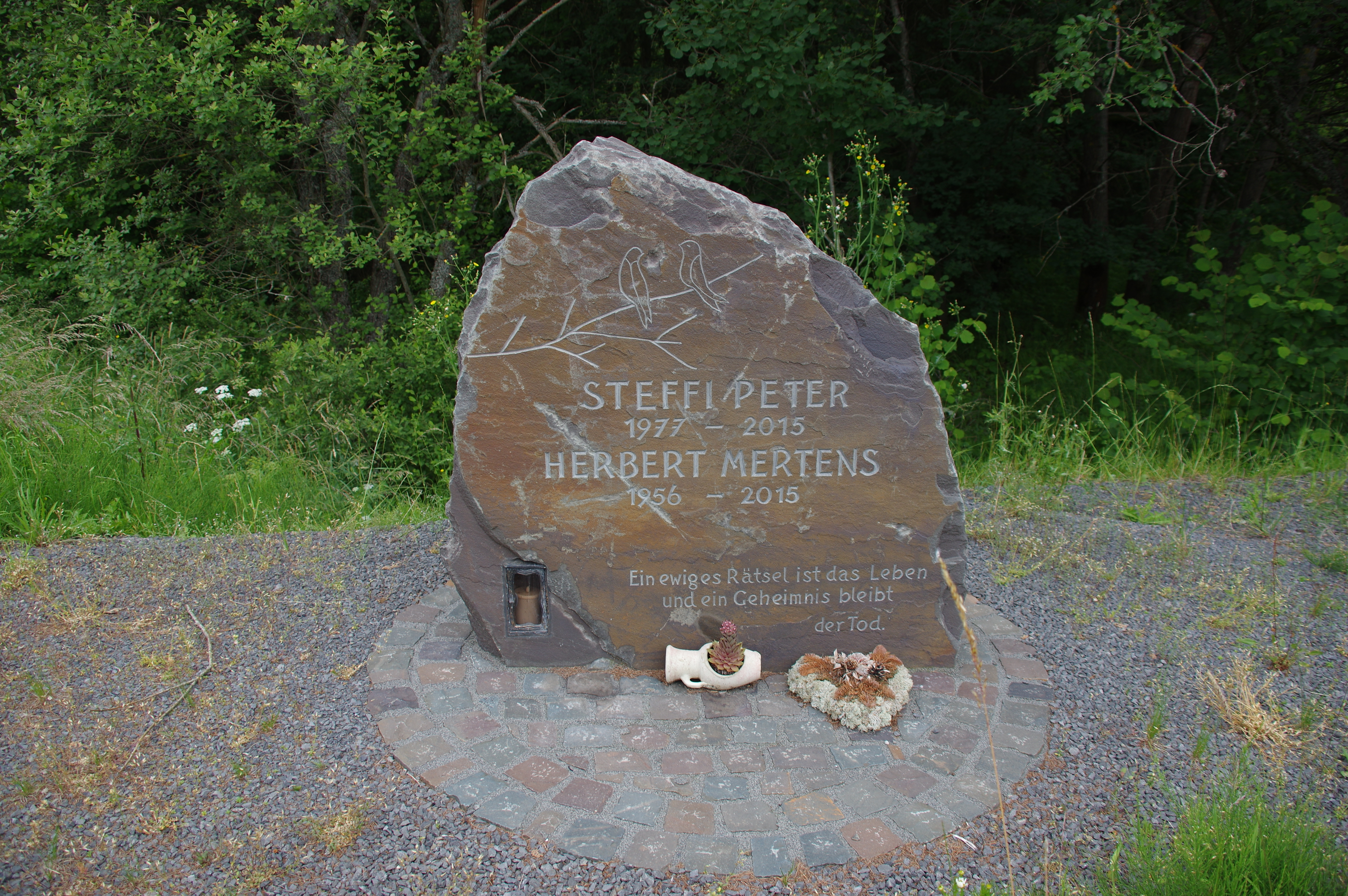
Marmagen, B 258, Gedenkstein an Verkehrsunfall von 2015

Verkehrstechnisch war die Kreuzung wiederholt ein Gefahrenpunkt. 2005 wurde daher ein zunächst provisorischer Kreisverkehr an Milzenhäuschen errichtet. Am 1. Juli 2015 kam es zu einem folgenschweren Verkehrsunfall als ein PKW unweit des Milzenhäuschen zwei Vermesser frontal erfasste. Ein Opfer starb noch am gleichen Tag in einer Klinik, die schwer verletzte Vermessungstechnikerin erlag am 4. Juli ihren Verletzungen. Für die beiden Opfer wurde im Bereich der Unfallstelle ein Gedenkstein aufgestellt.

### Statistik zur Einwohnerentwicklung
| Jahr | Einwohner |
| 1871 | 7         |
| 1885 | 9         |
| 1895 | 6         |
| 1911 | 8         |
| 1994 | 3         |

## Trivia
Milzenhäuschen fand bereits wiederholt Eingang in Eifel-Krimis. So 2006 in Totentänzer und 2012 in Ein Viertelpfund Mord: Mehr mörderische Geschichten von Ralf Kramp, 2013 in Mond über der Eifel von Jacques Berndorf oder 2019 in Sommer der Hexen von Georg Miesen.